# The Best of Poison: 20 Years of Rock
| Recensione | Giudizio |
| ---------- | -------- |
| AllMusic   |          |

The Best of Poison: 20 Years of Rock è una raccolta del gruppo musicale statunitense Poison, pubblicata il 3 aprile 2006 dalla EMI.

## Il disco
Pubblicato in occasione del 20º anniversario del gruppo, il disco raccoglie in ordine cronologico i maggiori successi dei venti anni di carriera dei Poison, quali Talk Dirty to Me, Nothin' but a Good Time, Every Rose Has Its Thorn, Unskinny Bop e Something to Believe In. È inoltre il loro primo album a includere la cover dei Kiss Rock and Roll All Nite, precedentemente disponibile solo per la colonna sonora del film Al di là di tutti i limiti (1987). Insieme ai passati successi, la raccolta contiene come traccia inedita una reinterpretazione di We're an American Band dei Grand Funk Railroad.
The Best of Poison: 20 Years of Rock segnò il ritorno del gruppo nella top 20 delle classifiche, per la prima volta dai tempi di Native Tongue nel 1993. L'album debuttò infatti al diciassettesimo posto della Billboard 200, risultato piuttosto sorprendente per una band hair metal nel 2006. Raggiunse inoltre la quinta posizione tra gli album rock e la decima tra quelli hard rock.

## Tracce
A destra sono indicati album di provenienza e data di pubblicazione.
1. Talk Dirty to Me – 3:44 (Bret Michaels, C.C. DeVille, Bobby Dall e Rikki Rockett) – Look What the Cat Dragged In, 1986
2. I Want Action (single version) – 3:05 (Michaels, DeVille, Dall, Rockett) – Look What the Cat Dragged In
3. I Won't Forget You (single version) – 3:34 (Michaels, DeVille, Dall, Rockett) – Look What the Cat Dragged In
4. Cry Tough – 3:38 (Michaels, DeVille, Dall, Rockett) – Look What the Cat Dragged In
5. Look What the Cat Dragged In – 3:10 (Michaels, DeVille, Dall, Rockett) – Look What the Cat Dragged In
6. Nothin' but a Good Time – 3:43 (Michaels, DeVille, Dall, Rockett) – Open Up and Say...Ahh!, 1988
7. Fallen Angel – 3:56 (Michaels, DeVille, Dall, Rockett) – Open Up and Say...Ahh!
8. Every Rose Has Its Thorn – 4:20 (Michaels, DeVille, Dall, Rockett) – Open Up and Say...Ahh!
9. Your Mama Don't Dance – 3:00 (Loggins and Messina) – Open Up and Say...Ahh!
10. Unskinny Bop – 3:49 (Michaels, DeVille, Dall, Rockett) – Flesh & Blood, 1990
11. Rock and Roll All Nite – 3:35 (Gene Simmons, Paul Stanley) – Less Than Zero Soundtrack, 1987
12. Ride the Wind – 3:53 (Michaels, DeVille, Dall, Rockett) – Flesh & Blood
13. Something to Believe In – 5:30 (Michaels, DeVille, Dall, Rockett) – Flesh & Blood
14. Life Goes On – 4:49 (Michaels, DeVille, Dall, Rockett) – Flesh & Blood
15. Stand – 5:14 (Michaels, Richie Kotzen, Dall, Rockett) – Native Tongue, 1993
16. The Last Song – 4:22 (Michaels, DeVille, Dall, Rockett) – Power to the People, 2000
17. Shooting Star – 4:37 (Michaels, DeVille, Dall, Rockett) – Hollyweird, 2002
18. We're an American Band – 3:10 (Don Brewer) – Inedito, 2006

## Formazione
- Bret Michaels – voce, seconda chitarra
- C.C. DeVille – chitarra (eccetto traccia 15)
- Richie Kotzen – chitarra (traccia 15)
- Bobby Dall – basso
- Rikki Rockett – batteria

## Classifiche
| Classifica (2006)       | Posizione massima |
| ----------------------- | ----------------- |
| Stati Uniti             | 17                |
| Stati Uniti (hard rock) | 10                |
| Stati Uniti (rock)      | 5                 |